# Enrico Gagliardi
Enrico Gagliardi (Monteleone di Calabria, 12 novembre 1820 – Napoli, 28 giugno 1891) è stato un politico italiano.

## Biografia
Figlio del marchese Francesco e della marchesa Michelina Amato, fu senatore del Regno d'Italia nella VIII legislatura. Ricoprì la carica di sindaco di Monteleone di Calabria nel 1853 e nel 1860, poi dal 1865 al 1868 e dal 1873 al 1875. Ricoprì inoltre le cariche di maggiore della Guardia Nazionale e di consigliere amministrativo della Banca Nazionale nel Regno d'Italia (succursale di Monteleone). Fu fondatore della Banca popolare vibonese e presidente del Comizio agrario di Monteleone.
Coniugato con Caterina de Blasio dei baroni di Palizzi, ebbe tre figli: Francesco, Domenico, Luigi e Michelina.